# Carlo Panizzardi
Carlo Giovanni Lazzaro Pietro Panizzardi (Torino, 10 settembre 1850 – Turro, 27 agosto 1921) è stato un prefetto e politico italiano.

## Biografia
Era fratello del generale Pietro Panizzardi e di Alessandro, addetto militare a Parigi durante il caso Dreyfus.
Laureato nel 1872, nello stesso anno entra nell'amministrazione dell'interno seguendo le orme paterne. Nominato prefetto nel 1899 ha retto le sedi di Trapani, Livorno e Milano. È stato commissario prefettizio del comune di Minervino Murge. Nominato senatore a vita nel 1909.